# مختاریات ترکستان
مختاریات ترکستان (فارسی تاجیکی: Мухторияти Туркистон؛ روسی: Туркестанская автономия) یا مختاریات کوکند، دولتی به‌رسمیت‌شناخته‌نشده در آسیای مرکزی در آغاز جنگ داخلی روسیه بود. این کشور در ۲۷ نوامبر ۱۹۱۷ تشکیل شد و تا ۲۲ فوریه ۱۹۱۸ وجود داشت. ترکستان یک جمهوری سکولار با رهبری یک رئیس‌جمهور بود.
ترکستان یکی از اولین کشورهای سکولار با اکثریت جمعیت مسلمان بود. این کشور همچنین نخستین کشور دموکراتیک در تاریخ آسیای میانه است. پایتخت دولت کوکند بود که تا پبش از آن پایتخت خانات کوکند بود. ترکستان ۵ زبان رسمی داشت: ازبکی، قزاقی، قرقیزی، تاجیکی و روسی. جمعیت آن حدود ۵ میلیون نفر بود که بیشتر از ازبک‌ها و قزاق‌ها و همچنین قرقیزها، تاجیک‌ها، روس‌ها و دیگران تشکیل شده بود.

## مراجع عمومی
- مدخل "Turkiston Muxtoriyati" در دایرةالمعارف ملی ازبکستان. (به ازبکی)